# Equal Rights Amendment
     Ratyfikowana
     Ratyfikowana po 30 czerwca 1982 r.
     Ratyfikowana, a potem ratyfikacja wycofana
     Ratyfikowana, ale po 30 czerwca 1982 r. uchylona
     Nieratyfikowana (przyjęta tylko przez jedną izbę stanowego kongresu)
     Nieratyfikowana

Ratyfikowana
Ratyfikowana po 30 czerwca 1982 r.
Ratyfikowana, a potem ratyfikacja wycofana
Ratyfikowana, ale po 30 czerwca 1982 r. uchylona
Nieratyfikowana (przyjęta tylko przez jedną izbę stanowego kongresu)
Nieratyfikowana

Equal Rights Amendment (ERA) (poprawka dotycząca równości praw) – nieratyfikowana poprawka do konstytucji Stanów Zjednoczonych, której celem było uchylenie federalnych i stanowych ustaw dyskryminujących kobiety i zapewnienie by płeć nie wpływała na zakres praw kobiet i mężczyzn oraz nie była przyczyną dyskryminacji.

## Treść
Poprawka stanowiła, że.

1. Equality of rights under the law shall not be denied or abridged by the United States or by any State on account of sex.
2. The Congress shall have the power to enforce, by appropriate legislation, the provisions of this article.
3. This amendment shall take effect two years after the date of ratification.

co można tłumaczyć jako:

1. Równość praw wynikająca z prawa nie może być odmawiana ani ograniczana przez Stany Zjednoczone ani żaden stan ze względu na płeć.
2. Kongres ma prawo wprowadzenia tego przepisu, za pomocą odpowiedniego prawodawstwa.
3. Niniejsza poprawka nabierze mocy po upływie dwóch lat od daty ratyfikacji

## Legislacja
Po raz pierwszy przedstawiona Kongresowi Stanów Zjednoczonych w 1923 r., krótko po przyznaniu kobietom w Stanach Zjednoczonych praw wyborczych, przez sufrażystki Alice Paul i Crystal Eastman oraz National Women's Party. Dopiero pod kierunkiem kongresmenki Belli Abzug ze stanu Nowy Jork i feministek Betty Friedan i Glorii Steinem, uzyskano w październiku 1971 r. większość dwóch trzecich głosów w Izbie Reprezentantów, po czym 22 marca 1972 r. została uchwalona przez Senat Stanów Zjednoczonych większością dwóch trzecich głosów, a następnie przesłana do legislatur stanowych celem ratyfikacji przez co najmniej trzy czwarte z nich.
W ciągu roku poprawkę zaakceptowały kongresy 30 stanów. Okres przeznaczony na ratyfikację upływał w 1979 r., a po wydłużeniu terminu – do 1982 r. – okres ten nie był już więcej przedłużany. Pomimo tego poprawkę ratyfikowało tylko 35 stanów, a ponieważ nie została ratyfikowana przez przynajmniej 38 stanów – nie weszła w życie, nie stając się 27. poprawką do Konstytucji Stanów Zjednoczonych. Ponadto jeszcze przed 1982 r. stanowe kongresy Kentucky, Nebraski, Tennessee, Dakoty Południowej i Idaho już po ratyfikacji poprawki, przegłosowały wycofanie się z ratyfikacji.
Nevada (2017 r.), Illinois (2018 r.) i Wirginia (2020 r.) ratyfikowały poprawkę, jednak ze względu na upłynięcie terminu na jej ratyfikację, akty te nie miały mocy prawnej. W 2020 r. (miesiąc po ratyfikacji przez Wirginię) Izba Reprezentantów przegłosowała wsteczne usunięcie terminu na ratyfikację poprawki, co miało na celu powrót do prac nad procesem jej ratyfikacji, jednak lider senackiej większości Mitch McConnell przedstawił się jako osoba niebędąca zwolennikiem poprawki, a zespół radców prawnych Białego Domu uznał, że poprawka wygasła. W opinii części prawników usunięcie terminu jest niekonstytucyjne, ponadto wątpliwości budzi status stanów, które wycofały poparcie dla poprawki.

## Recepcja
Pomimo że ERA początkowo nie budziła kontrowersji w żadnej z dwóch głównych partii i została ratyfikowana przez 30 stanów w ciągu roku od przyjęcia przez Senat Stanów Zjednoczonych, rosnąca opozycja ze strony konserwatywnych organizacji religijnych i politycznych (m.in. Phyllis Schlafly i kierowanej przez nią STOP-ERA), doprowadziła do stagnacji w procesie jej ratyfikacji w następnym okresie. Główne zastrzeżenia wobec tej poprawki bazowały na lęku, że kobiety utracą przywileje takie jak zwolnienie od obowiązkowej służby wojskowej oraz wsparcie ekonomiczne od mężów i dzieci.
Obrońcy ERA, głównie z National Organization for Women (NOW), utrzymywali, że poprawka ma uporządkować stosunki ekonomiczne. NOW podkreślała, że wiele dyskryminujących kobiety praw stanowych i federalnych utrwalało stan ekonomicznej zależności kobiet, a przepisy o utrzymywaniu dzieci powinny być tworzone niezależnie od płci.